# Абрюцкий, Арсений Дмитриевич
Арсений Дмитриевич Абрюцкий (1826, Кексгольм, Кексгольмский уезд, Выборгская губерния — 26 ноября (8 декабря) 1860, Санкт-Петербург) — русский геолог, инженер, капитан Корпуса горных инженеров.

## Биография
Родился в семье Д. С. Абрюцкого, духовного писателя, протоиерея Кексгольма, затем — настоятель институтской церкви и законоучитель в ИКГИ, сын священника Яковлева, протоиерей Кексгольма, затем — настоятеля институтской церкви и законоучителя в Императорского Корпуса горных инженеров.
Выпускник Императорского Корпуса горных инженеров. После окончания института в 1846 году служил на Санкт-Петербургском монетном дворе. В 1850 году назначен младшим помощником управляющего Центральной плавильней, в 1855—1856 годах — штрекмейстер, управляющий лабораторией для очищения платины Санкт-Петербургского монетного двора.
Сотрудничал с «Горным журналом». Опубликовал в нём, в частности, статью «Заметки о горных породах Цыбельды» (1852., ч. II и 1853 г., ч. III).